# New York Red Bulls 2025
 Questa voce raccoglie le informazioni riguardanti il New York Red Bulls nelle competizioni ufficiali della stagione 2025.

## Stagione
Quella del 2025 è la 30ª stagione consecutiva nel torneo di massima serie statunitense.

## Organico

### Rosa 2025
Aggiornata al 30 gennaio 2025.
| N. |                        | Ruolo | Calciatore               |
| -- | ---------------------- | ----- | ------------------------ |
| 1  | Stati Uniti (bandiera) | P     | AJ Marcucci              |
| 2  | Norvegia (bandiera)    | A     | Dennis Gjengaar          |
| 3  | Svezia (bandiera)      | D     | Noah Eile                |
| 5  | Panama (bandiera)      | D     | Omar Valencia            |
| 6  | Stati Uniti (bandiera) | D     | Kyle Duncan              |
| 7  | Polonia (bandiera)     | A     | Viktor Bogacz            |
| 8  | Stati Uniti (bandiera) | C     | Peter Stroud             |
| 9  | Scozia (bandiera)      | C     | Lewis Morgan             |
| 10 | Svezia (bandiera)      | A     | Emil Forsberg            |
| 12 | Stati Uniti (bandiera) | D     | Dylan Nealis             |
| 13 | Camerun (bandiera)     | A     | Eric Maxim Choupo-Moting |
| 14 | Cile (bandiera)        | D     | Marcelo Morales          |
| 15 | Stati Uniti (bandiera) | D     | Sean Nealis              |
| 16 | Stati Uniti (bandiera) | A     | Julian Hall              |
| 17 | Stati Uniti (bandiera) | A     | Cameron Harper           |

| N. |                        | Ruolo | Calciatore            |
| -- | ---------------------- | ----- | --------------------- |
| 19 | Venezuela (bandiera)   | C     | Wikelman Carmona      |
| 20 | Uruguay (bandiera)     | C     | Felipe Carballo       |
| 21 | Stati Uniti (bandiera) | P     | Aidan Stokes          |
| 24 | Stati Uniti (bandiera) | D     | Curtis Ofori          |
| 26 | Stati Uniti (bandiera) | D     | Tim Parker            |
| 27 | Stati Uniti (bandiera) | D     | Davi Alexandre        |
| 31 | Paraguay (bandiera)    | P     | Carlos Miguel Coronel |
| 33 | Stati Uniti (bandiera) | A     | Roald Mitchell        |
| 37 | Ghana (bandiera)       | A     | Mohamed Sofo          |
| 42 | Germania (bandiera)    | D     | Alexander Hack        |
| 44 | Canada (bandiera)      | D     | Raheem Edwards        |
| 48 | Ghana (bandiera)       | C     | Ronald Donkor         |
| 75 | Stati Uniti (bandiera) | C     | Daniel Edelman        |
| 81 | Stati Uniti (bandiera) | A     | Serge Ngoma           |

## Calciomercato

### Sessione invernale
| Acquisti | Acquisti                 | Acquisti             | Acquisti   |
| R.       | Nome                     | da                   | Modalità   |
| -------- | ------------------------ | -------------------- | ---------- |
| P        | Aidan Stokes             |                      | definitivo |
| D        | Alexander Hack           | Al-Qadisiya          | definitivo |
| D        | Raheem Edwards           |                      | definitivo |
| D        | Tim Parker               | St. Louis City       | definitivo |
| D        | Marcelo Morales          | Universidad de Chile | definitivo |
| A        | Viktor Bogacz            | Miedź Legnica        | definitivo |
| A        | Eric Maxim Choupo-Moting | Bayern Monaco        | definitivo |

| Cessioni | Cessioni       | Cessioni       | Cessioni   |
| R.       | Nome           | a              | Modalità   |
| -------- | -------------- | -------------- | ---------- |
| P        | Ryan Meara     |                | ritiro     |
| D        | John Tolkin    | Holstein Kiel  | definitivo |
| D        | Andrés Reyes   | San Diego      | definitivo |
| D        | Aidan O'Connor |                | svincolato |
| D        | Sean Davis     | LA Galaxy      | definitivo |
| A        | Cory Burke     |                | svincolato |
| A        | Elias Manoel   | Real Salt Lake | definitivo |
| A        | Dante Vanzeir  | Gent           | definitivo |

## Organigramma societario
Di seguito l'organigramma societario.
Area tecnica
- Allenatore: Sandro Schwarz
- Allenatore in seconda: Volkan Bulut
- Allenatore in seconda: Vedad Ibišević
- Allenatore in seconda: Ibrahim Sekagya
- Preparatore dei portieri: Jeremy Proud
- Preparatore atletico: Dominik Wolhert
- Direttore sportivo: Julián de Guzmán

## Statistiche

### Statistiche di squadra
| Competizione        | Punti | Totale | Totale | Totale | Totale | Totale | Totale | In trasferta | In trasferta | In trasferta | In trasferta | In trasferta | In trasferta | In casa | In casa | In casa | In casa | In casa | In casa | DR |
| Competizione        | Punti | G      | V      | N      | P      | Gf     | Gs     | G            | V            | N            | P            | Gf           | Gs           | G       | V       | N       | P       | Gf      | Gs      | DR |
| ------------------- | ----- | ------ | ------ | ------ | ------ | ------ | ------ | ------------ | ------------ | ------------ | ------------ | ------------ | ------------ | ------- | ------- | ------- | ------- | ------- | ------- | -- |
| Major League Soccer | -     | -      | -      | -      | -      | -      | -      | -            | -            | -            | -            | -            | -            | -       | -       | -       | -       | -       | -       | -  |
| U.S. Open Cup       |       | -      | -      | -      | -      | -      | -      | -            | -            | -            | -            | -            | -            | -       | -       | -       | -       | -       | -       | -  |
| Leagues Cup         | -     | -      | -      | -      | -      | -      | -      | -            | -            | -            | -            | -            | -            | -       | -       | -       | -       | -       | -       | -  |
| Totale              |       | -      | -      | -      | -      | -      | -      | -            | -            | -            | -            | -            | -            | -       | -       | -       | -       | -       | -       | -  |